# Comunitat de comunes de la Brie Nangissienne
La Comunitat de comunes de la Brie Nangissienne (oficialment: Communauté de communes de la Brie Nangissienne) és una Comunitat de comunes del departament de Sena i Marne, a la regió de l'Illa de França.
Creada al 2005, està formada 20 municipis i la seu es troba a Nangis.

## Municipis
1. Aubepierre-Ozouer-le-Repos
2. Bréau
3. La Chapelle-Gauthier
4. La Chapelle-Rablais
5. Châteaubleau
6. Clos-Fontaine
7. La Croix-en-Brie
8. Fontains
9. Fontenailles
10. Gastins
11. Grandpuits-Bailly-Carrois
12. Mormant
13. Nangis
14. Quiers
15. Rampillon
16. Saint-Just-en-Brie
17. Saint-Ouen-en-Brie
18. Vanvillé
19. Verneuil-l'Étang
20. Vieux-Champagne